# 白色的線
白色的線，或稱作「從耳洞裡跑出白色的線」是在日本流傳的都市傳說之一。

## 概述
這是在日本女性之間流傳，很有名的一則都市傳說。
有一名女學生為了戴耳環，決定在耳垂上穿耳洞。由於她不敢自己穿耳洞，於是找朋友幫忙穿。結果，穿耳洞的過程似乎沒有自己想的那麽可怕，才一會兒工夫，就很輕易完成了。耳洞穿完之後，照鏡子的時候，那名女學生卻發現耳洞裡跑出一條白色的線，結果她一拉這條線，四周突然變成一片漆黑，她嚇得大叫：「是誰把燈關了？」
那條白色的線其實是視覺神經，由於視覺神經被拉斷，那名女學生從此失明。

## 衍生故事
從上述的都市傳說，衍生出另一個「咬耳朵的女人」的故事。
放學後，女學生走在回家的路上，遇到一名陌生女子冷不防出現在她的面前，
問道：「妳戴的是穿孔耳環？」
一臉詫異的女學生不假思索地回答對方:「對啊！」
突然那名問話的女子很用力往女學生的耳朵咬去。
據説是由於穿耳洞導致失明，因而對沒有失明的人懷有恨意，才會隨意找人來報復，發洩心中不滿的情緒。

## 解說
實際上穿耳洞根本不會傷害到視覺神經，更不可能會失明。
視神經原本是腦神經的分支，與大腦直接相連著，因此視覺的傳導、眼瞼與眼球的運動都和腦神經息息相關。視神經並沒有連到穿耳環的耳垂部位、或耳朵的任何部分。其實即使是把整個耳朵削切掉也不會導致失明，所以在現實中根本不可能發生上述的情況。而且視神經比起一般穿的耳洞還要粗，按理來說並不會出現有如絲線一般的東西。一般認為是在穿耳環的時候，堆積在耳洞裡的油脂被推擠出來，誤以為是白色的線，或是將耳朵上的細毛看成是白色的線。
在日本一些學校老師不明究裡，就把這則都市傳說拿來當負面教材，灌輸學生「穿耳環是危險的」的錯誤觀念。因為穿耳環是現代人流行的時尚之一，所以其實這個故事並不討喜。
而第二個版本則是「裂口女」衍生出來的謠言，不過好像只有在澀谷一帶才流傳著。

## 參看
- 裂口女

## 外部連結
- 每日星球報 （页面存档备份，存于）